# Into the Labyrinth
Into the Labyrinth je šesté studiové album skupiny Dead Can Dance z roku 1993. Album bylo natočeno v Quivvy Church v Irsku. Třetí skladba The Wind That Shakes the Barley, je irská balada inspirovaná událostmi z roku 1798 a napsal ji Robert Dwyer Joyce. Text poslední skladby How Fortunate the Man with None pochází z nejznámějšího díla Bertolta Brechta – Matka Kuráž a její děti.

## Skladby
1. Yulunga (Spirit Dance) – 6:56
2. The Ubiquitous Mr. Lovegrove – 6:17
3. The Wind That Shakes the Barley – 2:49
4. The Carnival Is Over – 5:28
5. Ariadne – 1:54
6. Saldek – 1:07
7. Towards the Within – 7:06
8. Tell Me About the Forest (You Once Called Home) – 5:42
9. The Spider's Stratagem – 6:42
10. Emmeleia – 2:04
11. How Fortunate the Man with None – 9:15